# ČT sport
ČT sport (dawniej ČT 4 Sport) – czeski kanał sportowy wchodzący w skład czeskiej telewizji publicznej.
ČT sport powstał 10 lutego 2006. Nadaje transmisje z wydarzeń sportowych (np. mecze piłki nożnej, lekkoatletyka). Obecna nazwa została przyjęta 1 października 2012. Kanał nadaje w systemie HDTV od 4 maja 2012 od dnia rozpoczęcia Mistrzostw Świata w Hokeju na Lodzie 2012 w Szwecji i Finlandii.
1 września 2007 ČT sport zmienił swoje logo: z ciemnozielonego prostokąta przechodzącego przez cyfrę 4 (na prostokącie napis: „SPORT ČESKÁ TELEVIZE”) na zielony prostokąt z białą cyfrą 4 (na dole prostokąta napis „SPORT”).
Od 11 listopada 2011 roku w tej telewizji znacząco ograniczono emisję reklam.

## Logo
| Lata    | 2006–2007 | 2007–2008 | 2008–2012 | 2012-2013 | od 2013 |
| ------- | --------- | --------- | --------- | --------- | ------- |
| Grafika |           |           |           |           |         |